# Yohan Lidon
Pour les articles homonymes, voir Lidon.
Yohan Lidon, né le 7 mars 1983, est un kickboxeur français de Muay-thai célèbre pour son style de combat agressif et sa puissance de KO. Il est trois fois champion du monde de Muay-thai et K1 et de kick-boxing . Il est le premier champion du monde It’s Showtime 73MAX. Au 1er novembre 2018, il est classé numéro 5 mondial des poids légers par Combat Press.

## Biographie et carrière

### Jeunesse
Yohan Lidon a commencé à pratiquer le Muay-thai à l’âge de 15 ans. Il réside à Saint-Priest et s’entraîne au Gym boxing Saint-Fons, à Saint-Fons. Son coach Nasser Kacem entraîne d’autres champions du monde : Fabio Pinca, Mickaël Piscitello,Karim Bennoui, Houcine Bennoui, Pascal Touré, Brandon Viera, Dylan Salvador, Rayan Mekki et  Abdallah Mabel

### Début de carrière
Il affronte Eakpracha Meenayotin (en) à Thai Fight : Lyon le 19 septembre 2012 à Lyon et perd par décision des arbitres après trois tours,.
Il bat Corrado Zanchi par TKO lors du second tour lors de la Coupe du monde A1 de combat le 20 novembre 2012.
Le 2 février 2013, à Tours, il perd sur décision son match décisif contre Karim Ghajji lors de la demi-finale d’un tournoi à quatre de 72,5 kilos, La Nuit des Titans,.
Lidon défait Steve Moxon (en) par décision partagée pour le tire de A1 World Middleweight (moins de 73 kilos) à Melbourne le 22 février 2013,,.
Une revanche entre Lidon et Yodsanklai Fairtex a lieu à la Warriors Night de Levallois-Perret le 2 mars 2013. Lidon perd par décision après cinq rounds.
Il emporte une victoire par KO au deuxième round contre Igor Danis à la Ligue des Gladiateurs à Paris le 25 janvier 2014.
Il perd par décision contre John Wayne Parr lors de la Boonchu Cup: Caged Muay Thai 4 à Gold Coast en Australie, le 1er mars 2014.
Il perd aux points contre Bernueng TopKing Boxing lors de la Warriors Night 3 le 4 avril 2014.
Il défie Alex Tobiasson Harris (en) dans un combat pour le World Muaythai Council (WMC) au championnat des World Super Middleweight (-76,2 kilos) au Monte Carlo Fighting Masters 2014 à Monaco le 14 juin 2014, perdant après une décision unanime,,.

### Carrière récente

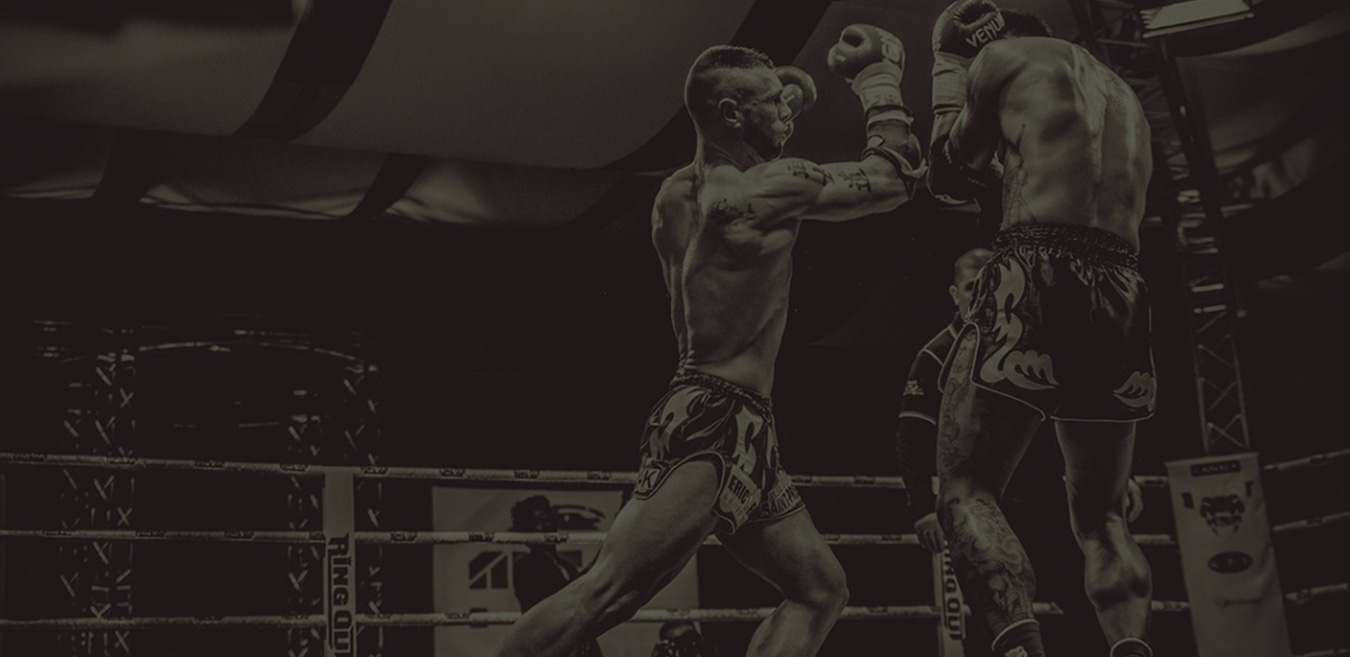

Le 19 mai 2016, Yohan Lidon remporte au quatrième round par élimination directe (high kick gauche) contre le combattant arméno-néerlandais Karapet Karapetyan et devient le nouveau champion du monde des poids super-moyens (règles orientales) du World Kickboxing Network (WKN) lors du Dark Fights 2 à Paris. Ce KO est considéré par L’Équipe 21 comme le KO de l’année. Le 4 août 2016, il défend sa ceinture et obtient une décision favorable unanime contre Danijel Solaja durant l’événement principal de la Fight Night à Saint-Tropez.
Le 4 mai 2017, Lidon bat le hongrois Patrik Vidakovics par décision unanime, alors qu’il défend pour la deuxième fois son titre WKN World Super Middleweight dans le principal événement du Dubai Fight, à Dubaï,.
Le 20 mai 2017, Lidon bat Djibril Ehouo par décision unanime dans l’événement principal de Dark Fights: Capital Fights 2 de Paris.
Le 10 juin 2017, Lidon fait face à une décision unanime de défaite contre le Suisse Yoann Kongolo, lors du combat phare de Glory 42 Super Fight Series à Paris.
Lidon est annoncé comme devant combattre l’Allemand Florian Kroger dans sa troisième défense du titre WKN World super poids moyen dans l’événement principal de la cinquième édition de la Fight Night de Saint Tropez le 4 août 2017. Il est annoncé à la Fight Night à Gassin de 2020.

### Pêche
En 2012, il obtient la troisième place du 14e Championnat du monde de carpe au lac de Bolsena en Italie.

## Titres et réalisations
- Champion du monde A1 2018
- WKN Kickboxing (règles orientales) 2018 Champion du monde super poids moyen 79,4 kilos (4e défense)[28]
- 2017 WKN Kickboxing (règles orientales) Champion du monde super poids moyen 79,4 kilos (3e défense)
- 2017 WKN Kickboxing (règles orientales) Champion du monde super poids moyen 79,4 kilos (2e défense)[29]
- WKN Kickboxing (règles orientales) 2016 Champion du monde super poids moyen 79,4 kilos (1re défense)[30]
- 2016 WAKO Pro World K-1 Rules Champion Super Middleweight moins de 78,1 kg.
- WKN Kickboxing (règles orientales) 2016 Champion du monde super poids moyen 79,4 kilos[31]
- WMC World Super Middleweight 2016 (-79 kilos) Champion [32]
- 2015 ISKA K1 Rules World moins de 76,8 kilos Champion
- Champion du tournoi A1 WGP 2014 -75 kilos
- 2013 A1 World Middleweight (moins de 73 kilos) Championnat
- Champion du Monde WBC Muaythai des poids moyens 2011 (72,575 kilos) (1re défense du titre)
- 2011 It’s Showtime 73MAX champion du monde moins de 73 kilos
- Finaliste du tournoi F-1 World Max 2010
- Champion du Monde WBC Muaythai des poids moyens 2009 (72,575 kilos)
- Champion F-1 World Max Tournament 2009
- Champion du Tournoi Fight Night 2008 de Steko / Champion du Monde WKA de Kickboxing (moins de 76 kilos)
- 2008 S8 WM Fight 4 Men Tournament Champion / WKA World Kickboxing Champion (moins de 70 kilos)
- Finaliste du tournoi Fight Night 2007 de Steko
- Finaliste de la Coupe du Monde A1 de Combat 2006
- Champion du Monde de Muay Thai WKA
- 3 fois champion de France de Kickboxing
- 3 champion de France de Muay Thai

### Honneur
- Meilleur boxeur francophone de l’année 2014 de BoxeMag[33]